# Vittorio Sonzogni
Vittorio Sonzogni, o Vito Sonzogni (Zogno, 29 maggio 1924 – Bergamo, 21 luglio 2017), è stato un architetto e urbanista italiano.

## Biografia
Si laurea in Architettura al Politecnico di Milano nel 1952 ed inizia la sua attività professionale prevalentemente nel territorio della Provincia di Bergamo, spaziando dall'urbanistica all'architettura religiosa e residenziale, dalla progettazione di edifici pubblici ai centri turistici.
Negli anni Cinquanta realizza il santuario di Zogno, le parrocchie di Castro, di Monterosso e la chiesa ipogea di Zingonia.
Nei primi anni Sessanta con Giuseppe Pizzigoni realizza il nuovo Seminario vescovile nella città alta di Bergamo. Realizza le sedi municipali di Serina, Villa d'Ogna e Castione e in Bergamo le sedi di numerosi istituti di credito e grandi complessi residenziali, direzionali e commerciali.

## Opere
- Santuario di Zogno
- Parrocchia di Castro
- Parrocchia di Monterosso
- Chiesa ipogea di Zingonia
- Palazzo Vescovile (Bergamo)
- Municipio di Serina
- Municipio di Villa d'Ogna
- Municipio di Castione
- altare della chiesa di Sant'Antonio di Padova di Fiobbio[1]